# 薩尼塔利厄姆 (加利福尼亞州)
薩尼塔里厄姆（英語：Sanitarium）是位於美國加利福尼亞州納帕縣的一個非建制地區。該地的面積和人口皆未知。

## 地理
薩尼塔里厄姆的座標為38°32′42″N 122°28′32″W / 38.54500°N 122.47556°W，而該地的平均海拔高度為179米（即587英尺）。